# Poitea florida
Poitea florida är en ärtväxtart som först beskrevs av Vahl, och fick sitt nu gällande namn av Matt Lavin. Poitea florida ingår i släktet Poitea och familjen ärtväxter. Inga underarter finns listade i Catalogue of Life.